# Frank Dierens
Frank Dierens (1967) is een Belgisch acteur.
Hij studeerde af aan het Gentse Conservatorium.
Kort na de oprichting van gezelschap De Onderneming is hij zich gaan toeleggen op het spelen in openlucht. Met het huidige gezelschap Comp.Marius speelt hij diverse repertoirestukken Manon van Jean van Floret, de trilogie Marius, Fanny, César, Figaro,... Hij acteert, regisseert en schreef ook theater voor de Kopergietery (Eerste Sneeuw, Kopbeest), de Roovers (Blue Remebered Hills), KVS (Odysseus en Who's Affraid) Laïka (Kleine Sofie), HETPALEIS (De Idioot), "de Queeste", TG Vagevuur (Vadermoord & UB-29) en Theater Froe Froe (Stella).
Ook op televisie is hij actief in diverse gastrollen in  series als Postbus X, Het Park, Lili en Marleen, Heterdaad, Windkracht 10, Flikken, Verschoten & Zoon, Sedes & Belli, Kinderen van Dewindt, Wittekerke, Spoed, Witse, De Rodenburgs, Aspe, Zone Stad en Clan.
In 2019 was hij ook nog te zien in de gelauwerde debuutfilm van Frederike Migom: Binti. In 2021 had hij een bijrol beet in de eerste 2 seizoenen van telenovelle Lisa op VTM.

## Filmografie
- Oh, Otto! (2025) - als Marc
- Lisa (2021) - als Patrick Calmyn (84 afleveringen)
- De Kraak (2021) - als Peter Verheyden
- De zonen van Van As (2020)
- Red Light (2020) - als George
- Albatros (2020) - als Frederik
- Over water (2020) - als voorzitter Danny
- De twaalf (2020) - als agent
- Binti (2019) - als Floris
- Tom & Harry (2015) - als Maarten Vansevenant (10 afleveringen)
- Marsman (2014)
- In Vlaamse Velden (2014) - als gendarme
- De Ridder (2013) - als Willem Droeven
- Clan (2012) - als wetsdokter
- Allez, Eddy! (2012) - als dokter
- Aspe (2010) - als Dirk Seynaeve
- De Rodenburgs (2010) - als producer Dehaen
- Witse (2009) - als Jimmy
- Zone Stad (2008) - als Guy Van Gompel
- Spoed (2008) - als Kristof
- Wittekerke (2007) - als Marc De Hert
- Kinderen van Dewindt (2005) - als Björn
- Aspe (2004) - als Thierry Steen
- Sedes & Belli (2003) - als Jos Verfaille
- Spoed (2002) - als Piet
- Wittekerke (2000) - als Herwig Devos
- Verschoten & Zoon (2000) - als agent
- Flikken (2000) - als Lucas
- Heterdaad (1999) - als Dirk Van Gelder
- Deman (1998) - als Vandueren
- Windkracht 10 (1997) - als matroos Zeevalk
- Lili en Marleen (1994) - als Wolfgang
- Niet voor publikatie (1994-1995) - als Bert Depoorter
- De Kotmadam (1993) - als Jean-François Blomme
- Postbus X (1993) - als yuppie 1
- Het Park (1993-1994) - als Herman